# Sollefteå socken
Sollefteå socken i Ångermanland ingår sedan 1971 i Sollefteå kommun och motsvarar från 2016 Sollefteå distrikt.
Socknens areal är 207,50 kvadratkilometer land. År 2000 fanns här 8 695 invånare. Tätorten och kyrkbyn Sollefteå med sockenkyrkan Sollefteå kyrka ligger i socknen. 

## Administrativ historik
Sollefteå socken har medeltida ursprung. Omkring 1400 utbröts Multrå socken. 
Vid kommunreformen 1862 övergick socknens ansvar för de kyrkliga frågorna till Sollefteå församling och för de borgerliga frågorna bildades Sollefteå landskommun. Ur landskommunen utbröts 1901 Sollefteå köping, som 1917 ombildades till Sollefteå stad. Landskommunen inkorporerades 1945 i staden som 1971 ombildades till Sollefteå kommun.
1 januari 2016 inrättades distriktet Sollefteå, med samma omfattning som församlingen hade 1999/2000.  
Socknen har tillhört fögderier, tingslag och domsagor enligt vad som beskrivs i artikeln Ångermanland. De indelta båtsmännen tillhörde Andra Norrlands förstadels båtsmanskompani.

## Geografi
Sollefteå socken ligger kring Ångermanälven. Socknen har odlingsbygd vid älven och är i övrigt en kuperad skogsbygd.
Riksvägarna 87 och 90 berör socknen. Länsväg 335 går, på älvens norra sida, från Sollefteå österut mot Örnsköldsvik. Ådalsbanan går genom socknen.

### Geografisk avgränsning
I väster avgränsas Sollefteå socken av Långsele socken och i nordväst av Eds socken. I öster ligger Multrå socken. I söder gränsar socknen mot Torsåkers socken (enklav) i Kramfors kommun. Längst i sydväst gränsar den även mot Graninge socken på en sträcka av cirka 10 km.
Socknens nordligaste punkt ligger i Björkingskilen med nordspets söder om Ållsjön (180 m ö.h.) i Eds socken. I själva spetsen ligger berget Klippen och i denna norra del av socknen ligger även Fäbodberget och Björkingsbodarna. Från socknen nordspets till sydspetsen vid Stormyran på gränsen mot Torsåkers enklav är det cirka 32 km.
I socknens södra del ligger bl.a. Knäsjön (244 m ö.h.), Gravattensjön (263 m ö.h.) samt Mjövattnet (283 m ö.h.), den senare på gränsen mot Graninge. Området är i stort sett obebyggt med undantag för några fäbodar. Söder om Sollefteå stad ligger Hallstaberget och strax söder om detta berg ligger Hullstaklippen. Väster om staden, nära gränsen till Långsele, ligger Åsmyrberget (322 m ö.h.) och strax söder om sammanflödet Faxälven - Ångermanälven ligger Granvågberget. Sockengränsen mellan Eds socken och Sollefteå går mitt i Faxälven ut i Ångermanälven och uppströms någon kilometer varefter den går in över land mot nordost strax norr om byn Björking. Härifrån går gränsen upp till Björkingskilen i norr.
Byar och samhällen på älvens "södra" sida räknat från väster och nedströms är: Västgranvåg, Granvåg, Östgranvåg, Skärvsta samt Sollefteå. Sollefteå har på älvens sydsida stadsdelarna Rödsta, Hallsta, Billsta, Nipstaden, Hullsta, Prästbordet, Bruket samt Övergård. Längst i öster söder om älven ligger byn Öst-Nyland. Den ligger i en kil av socknen, vilken sticker upp söderifrån, öster om en motsvarande "kil" av Multrå socken, vilken sticker ned söderut och innefattar bl.a. byn Väst-Nyland.
På älvens "nordsida" ligger, räknat från nordväst Björking, Fannbyn, Berg samt Remsle. Stadsdelar i Sollefteå är Remsle samt Remslemon. I denna del av socknen ligger även Remsleberget. Mitt i Ångermanälven, något nedströms stadens centrum, ligger Hågestaön.

## Fornlämningar
Av fornlämningarna har bevarats omkring 30 anläggningar. Det är dels några boplatser från stenåldern, dels gravhögar från vikingatiden. Dessa ligger nu i stadsbebyggelsen. I skogen finns fångstgropar.

## Namnet
Namnet (1273 Solatumum) har föreslagits innehålla sol och aiths, 'egendom' med tolkningen de solbelysta ägorna/trakten'.

## Befolkningsutveckling
| Befolkningsutvecklingen i Sollefteå socken 1750–1990                                                                                         | Befolkningsutvecklingen i Sollefteå socken 1750–1990 | Befolkningsutvecklingen i Sollefteå socken 1750–1990 | Befolkningsutvecklingen i Sollefteå socken 1750–1990 | Befolkningsutvecklingen i Sollefteå socken 1750–1990 |
| --- | ---------------------------------------------------- | ---------------------------------------------------- | ---------------------------------------------------- | ---------------------------------------------------- |
| |                                                      |                                                      |                                                      |                                                      |
| År |                                                      |                                                      | Folkmängd                                            |                                                      |
| 1750 | 1750                                                 |                                                      | 541                                                  |                                                      |
| 1760 | 1760                                                 |                                                      | 546                                                  |                                                      |
| 1769 | 1769                                                 |                                                      | 616                                                  |                                                      |
| 1810 | 1810                                                 |                                                      | 812                                                  |                                                      |
| 1820 | 1820                                                 |                                                      | 854                                                  |                                                      |
| 1830 | 1830                                                 |                                                      | 1 019                                                |                                                      |
| 1840 | 1840                                                 |                                                      | 1 156                                                |                                                      |
| 1850 | 1850                                                 |                                                      | 1 368                                                |                                                      |
| 1860 | 1860                                                 |                                                      | 1 542                                                |                                                      |
| 1870 | 1870                                                 |                                                      | 1 692                                                |                                                      |
| 1880 | 1880                                                 |                                                      | 2 289                                                |                                                      |
| 1890 | 1890                                                 |                                                      | 3 248                                                |                                                      |
| 1900 | 1900                                                 |                                                      | 4 040                                                |                                                      |
| 1910 | 1910                                                 |                                                      | 4 767                                                |                                                      |
| 1920 | 1920                                                 |                                                      | 5 526                                                |                                                      |
| 1930 | 1930                                                 |                                                      | 5 801                                                |                                                      |
| 1940 | 1940                                                 |                                                      | 6 705                                                |                                                      |
| 1950 | 1950                                                 |                                                      | 8 330                                                |                                                      |
| 1960 | 1960                                                 |                                                      | 8 978                                                |                                                      |
| 1970 | 1970                                                 |                                                      | 9 231                                                |                                                      |
| 1980 | 1980                                                 |                                                      | 9 434                                                |                                                      |
| 1990 | 1990                                                 |                                                      | 9 163                                                |                                                      |
| Anm: Tabellen inkluderar Sollefteå stad. Källor: Umeå universitet - Tabellverket 1749-1859, Demografiska databasen, CEDAR, Umeå universitet. |                                                      |                                                      |                                                      |                                                      |